# Miss Dollar
"Miss Dollar" é um conto de Machado de Assis, integrante da obra Contos Fluminenses, datada de 1870. Marcante por ser uma de suas últimas obras românticas.

## Enredo
O enredo tem início quando um médico, Dr. Mendonça, encontra uma cadelinha delgada, Miss Dollar. Passados alguns dias, lê no jornal um anúncio sobre a tal cadelinha perdida. Decide devolvê-la – não por qualquer prêmio, mas sim por um sentimento de dever, já que não era o doutor má pessoa.